# Batalla de Honey Hill
La batalla de Honey Hill fue la tercera batalla de Marcha de Sherman hacia el mar, que se libró el 30 de noviembre de 1864 durante la guerra civil estadounidense. No involucró a la fuerza principal del Mayor General William T. Sherman, que marchaba desde Atlanta a Savannah, Georgia, sino que fue una expedición fallida del Ejército de la Unión bajo el mando del general de brigada John P. Hatch, que intentó cortar el ferrocarril de Charleston y Savannah en apoyo de la llegada prevista de Sherman a Savannah.

## Compromiso

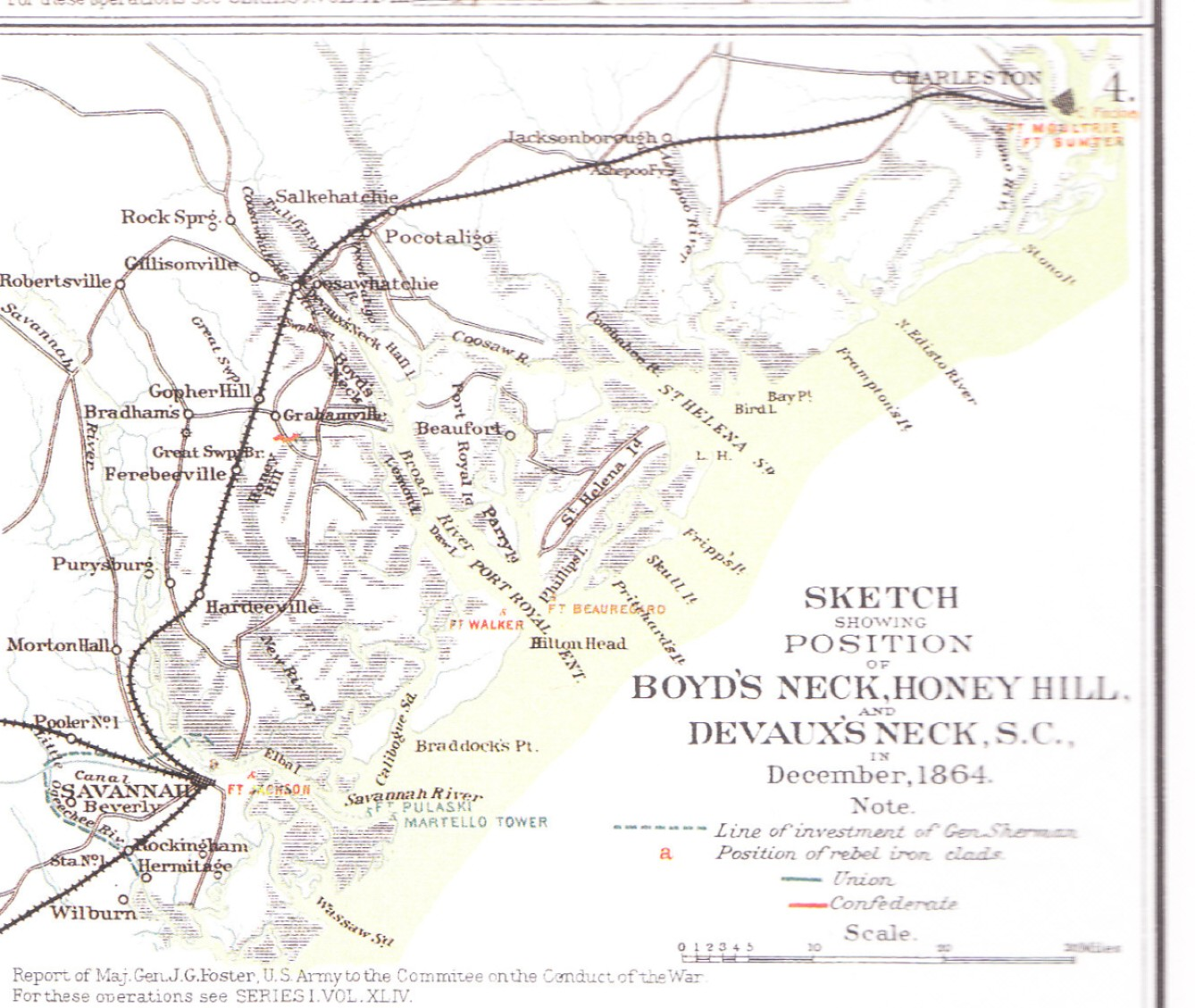
Mapa de Honey Hill y Grahamsville, Atlas militar oficial de la Guerra Civil, Lámina XCI, Nr.4

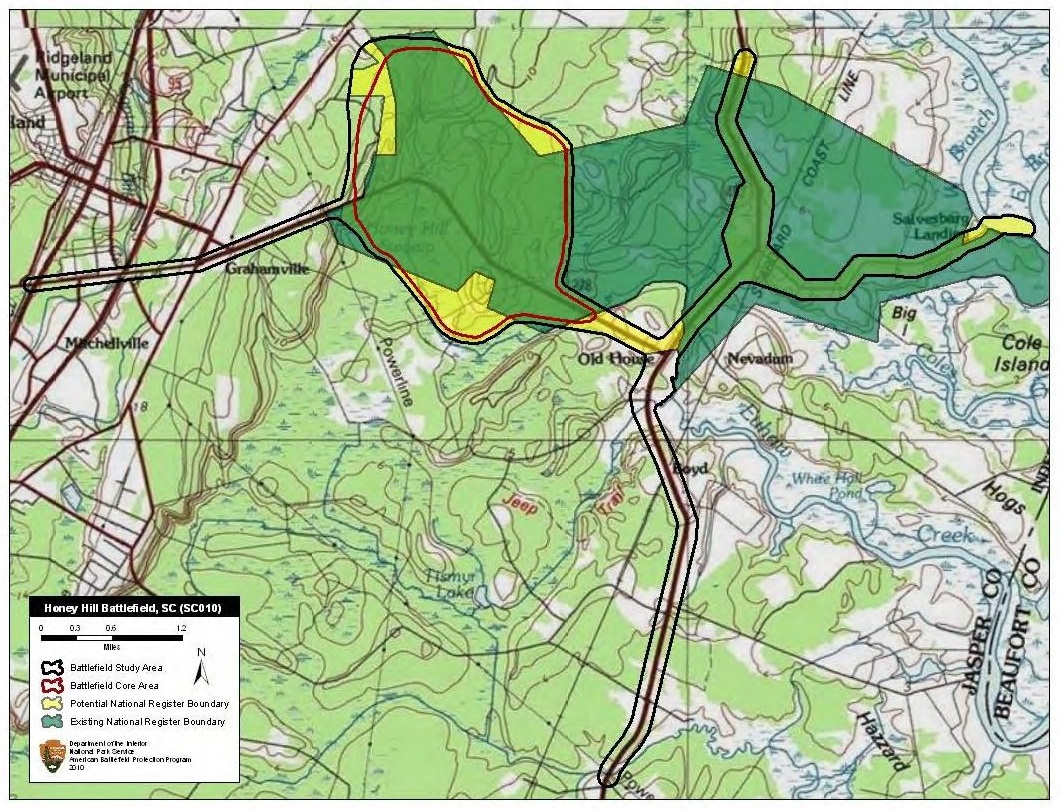
Mapa del núcleo de Honey Hill Battlefield y las áreas de estudio del Programa de Protección de American Battlefield.

La fuerza expedicionaria de Hatch partió de Hilton Head, Carolina del Sur, hacia Boyd's Neck (arriba de Beaufort) el 28 de noviembre. Consistía en 5 000 hombres: dos brigadas de la División de la Costa del Departamento del Sur, una brigada naval y partes de tres baterías de artillería ligera. Remontaron el Broad River en transportes para cortar el ferrocarril de Charleston y Savannah cerca de Pocotaligo. Debido a una densa niebla, las tropas no fueron desembarcadas de los transportes hasta la tarde siguiente, y Hatch inmediatamente se puso en marcha para cortar el ferrocarril cerca de Grahamville.
Sin embargo, los mapas y guías de la expedición resultaron inútiles y Hatch no pudo continuar por el camino correcto hasta la mañana del 30 de noviembre. En Honey Hill, a pocas millas de Grahamville, se encontró con una fuerza confederada de regulares y milicias, al mando del coronel Charles J. Colcock, con una batería de siete cañones al otro lado de la carretera. Las tropas de color de los EE. UU. Lanzaron ataques decididos, incluida una brigada dirigida por Alfred S. Hartwell que incluía al 54 ° Massachusetts y al 55 ° Massachusetts. La posición de la fuerza federal era tal que solo se podía usar una sección de artillería a la vez, y los confederados estaban demasiado atrincherados para ser desalojados. La lucha continuó hasta el anochecer cuando Hatch, al darse cuenta de la imposibilidad de atacar con éxito o girar el flanco del enemigo, se retiró a sus transportes en Boyd’s Neck, habiendo perdido 89 hombres muertos, 629 heridos y 28 desaparecidos. Las bajas confederadas ascendieron a ocho muertos y 39 heridos.
Los capitanes George E. Gouraud y Thomas F. Ellsworth, así como el primer teniente Orson W. Bennett, recibieron la Medalla de Honor. En 2001 se otorgó otra medalla póstumamente al entonces cabo Andrew J. Smith.

## Orden de batalla de la unión
BG John P. Hatch
| Brigada                                     | Regimiento y baterías |
| ------------------------------------------- | --- |
| 1.ª brigada BG Edward E. Potter             | - 25 de Infantería de Ohio : Ltc Nathaniel Haughton - 32 ° Tropas de color de EE. UU . : Coronel George W. Baird - 34 ° Tropas de color de EE. UU . : Teniente William W. Marple - 35 ° Tropas de color de EE. UU . : Coronel James C. Beecher - 56 ° Infantería de Nueva York : Ltc Rockwell Tyler - 127 ° Infantería de Nueva York : Coronel William Gurney - 144 ° Infantería de Nueva York : Coronel James Lewis - 157.º Regimiento de Infantería Voluntaria de Nueva York : Ltc James C. Carmichael |
| 2.ª brigada Coronel Alfred S. Hartwell      | - 54.ª Infantería de voluntarios de color de Massachusetts : Ltc Henry N. Hooper - 55 ° Infantería de voluntarios de color de Massachusetts: Teniente Coronel Charles B. Fox - 102 ° Tropas de color de EE. UU . : Coronel Henry L.Chipman |
| Brigada naval Comandante George H. Preble   | - Batallón de Infantería Marinero: Teniente James O'Kane - Batallón de Infantería del USMC: Teniente George G. Stoddard |
| Brigada de artillería Teniente William Ames | - Batería A, 3.ª artillería pesada de Rhode Island (sección): Capitán William H. Hammer - Batería B, 3.ª artillería ligera de Nueva York (4x12pdr): Capitán Thomas J. Meseareu - Co F, 3.ª Artillería de Nueva York (4x12pdr): Teniente Edgar H. Titus |
| Caballería Capitán George Hurlbut           | - 1.er Regimiento de Caballería Voluntaria de Massachusetts (2 compañías) |

## Orden de batalla confederada
MG Gustavus W. Smith
Coronel Charles J. Colcock
Jefe de Artillería: Coronel Ambrosio José Gonzales
| Brigada                                                 | Regimiento y baterías |
| ------------------------------------------------------- | --- |
| Ejército Provisional de los Estados Confederados        | - 47 ° Infantería de Georgia : Ltc Aaron Edwards - 3 ° Caballería de Carolina del Sur (3-4 Coys): Mayor John Jenkins - Artillería Beaufort (2 cañones): Capitán Henry M. Stuart - Batería de DePass (2 pistolas) - Artillería LaFayette (3 cañones) |
| Refuerzo durante la batalla: BG Beverly H. Robertson    | - 32.ª Infantería de Georgia: Teniente Edwin H. Bacon - Artillería ligera Inglis |
| 1.ª Brigada, Milicia de Georgia Coronel James Willis    | - Primera milicia - Segunda milicia - Tercera milicia |
| Brigada, línea estatal de Georgia Teniente James Wilson | - Primera línea estatal - 2.ª línea estatal |
| Reservas de Georgia                                     | - Batallón de Reservas de Atenas: Mayor Ferdinand WC Cook - Batallón de Reservas de Augusta: Mayor George T.Jackson |

## Damnificados
En un informe de Hatch de diciembre de 1864 resumió las pérdidas de la Unión:
- 1.ª Brigada: bajas de 2 oficiales y 54 hombres muertos, 28 oficiales y 409 hombres heridos; 1 oficial y 14 hombres desaparecidos.
- 2.ª Brigada: bajas de 3 oficiales y 28 hombres muertos, 10 oficiales y 160 hombres heridos; 1 oficial y 8 hombres desaparecidos.
- Brigada Naval: bajas de 1 hombre muerto; 7 hombres heridos; 4 hombres desaparecidos
- Brigada de Artillería: bajas de 1 oficial muerto; 2 oficiales y 12 hombres heridos
- Caballería: bajas de 1 hombre herido

Las pérdidas confederadas fueron reportadas por el teniente coronel C.C. Jones en su Siege of Savannah como 4 muertos y 40 heridos. El periódico Savannah Republican del 1 de diciembre de 1864 informó "entre ochenta y cien muertos y heridos"